# Anisodes abruptaria
Anisodes abruptaria là một loài bướm đêm trong họ Geometridae.